# 王訓 (乾隆進士)
王訓（?—?），贵州貴定人，清朝政治人物。同進士出身。
乾隆十年（1745年）乙丑科進士，三甲二百十二名，官四川南部知縣。